# شيخار دهاوان
شيخار داوان ولد في 5 ديسمبر 1985 في مدينة دلهي في الهند، ولد في عائلة بنجابية هندوسية خاطري . أكمل تعليمه في مدرسة سانت مارك الثانوية العامة العليا في ميرا باغ ، دلهي. عند بلوغه 12 عام  تدرب في Sonnet Club تحت إشراف المدرب تاراك سينها،  الذي قام بتدريب 12 لاعب كريكيت دولي.  كان داوان حارسًا للويكيت عندما انضم إلى النادي لأول مرة. 